# Engalabi

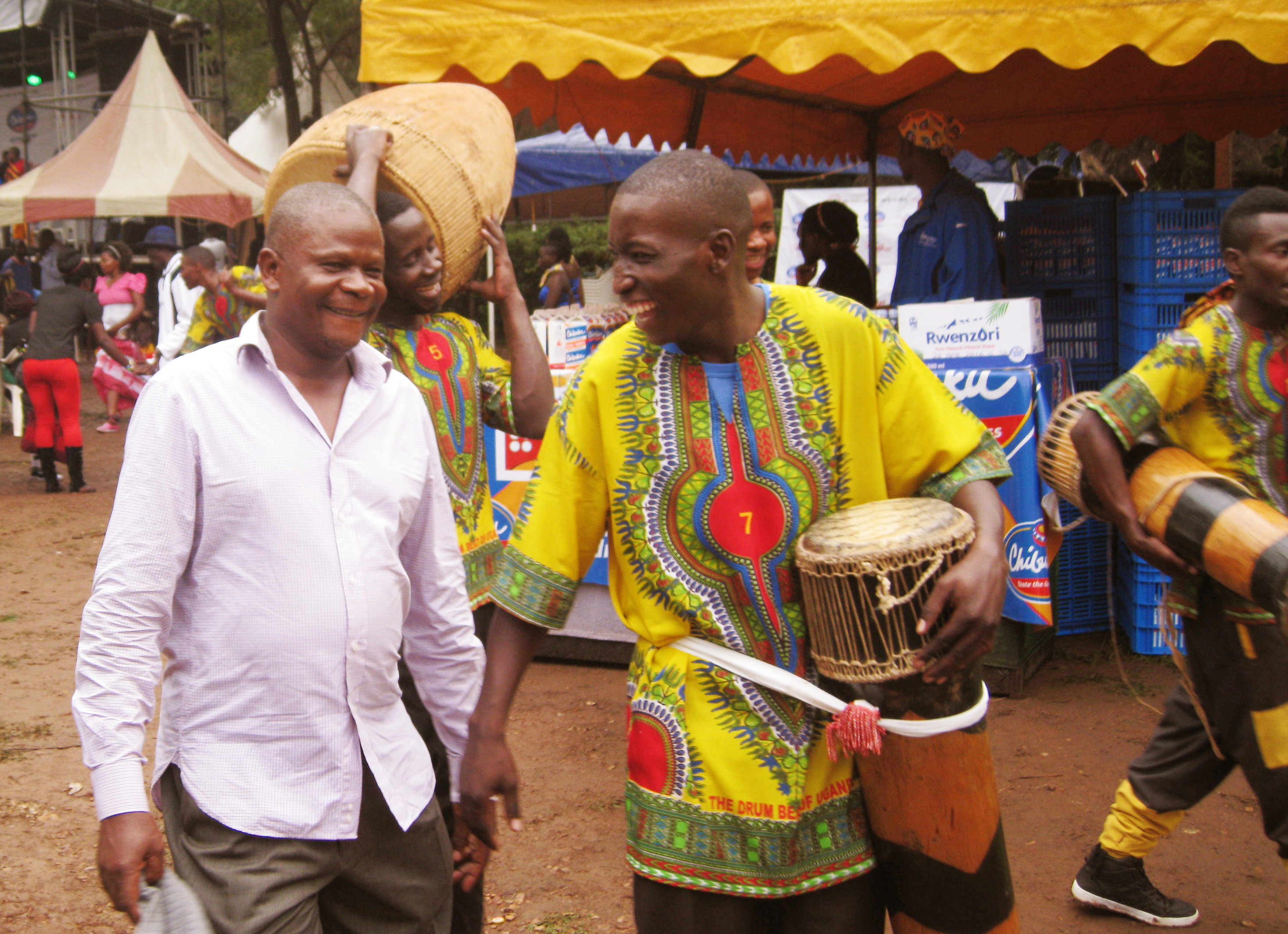
Homme portant un engalabi (Ouganda)

L'engalabi est un instrument de percussion membranophone utilisé en Afrique centrale, notamment en Ouganda. C'est un long tambour cylindrique muni d'une seule peau clouée sur le sommet par des chevilles en bois. Il est porté à l'épaule à l'aide d'une lanière.
Il n'est jamais utilisé seul, mais combiné avec d'autres tambours et hochets. Il accompagne notamment les danses traditionnelles, telles que l'ekizina chez les Kunta, l'entogoro chez les Kooki et les Nyambo, ou l'ekitaaguriro chez les Tagwenda.